# Láb

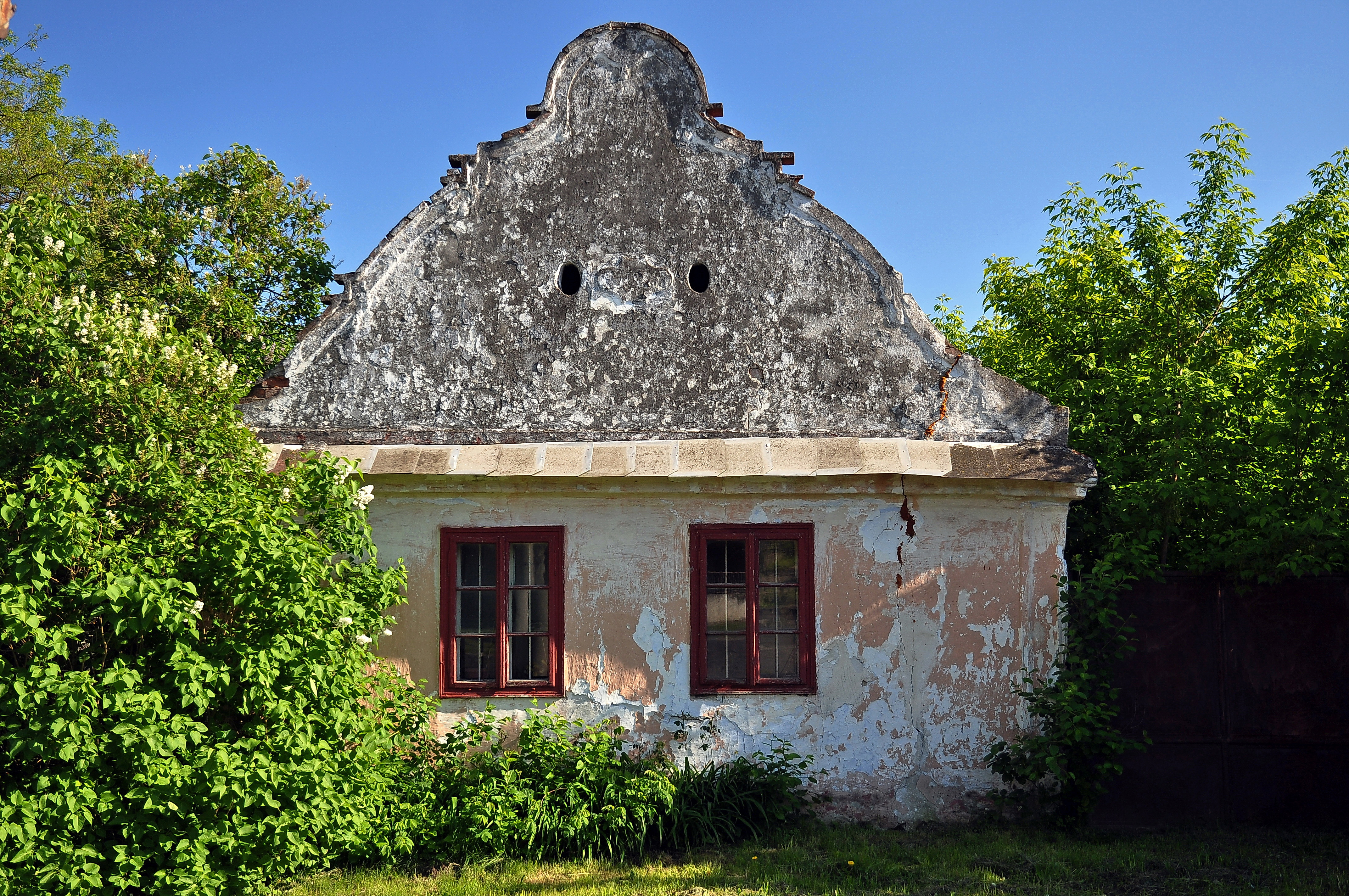
Stary ludowy dom mieszkalny

Láb – wieś i gmina (obec) w powiecie Malacky, w kraju bratysławskim na Słowacji. Leży w południowej części Niziny Zahorskiej, w dolinie strugi Močiarka.
W 2011 roku populacja wsi wynosiła 1447 osób, 96,1% mieszkańców podało narodowość słowacką.

## Historia
Pierwsza pisemna wzmianka o miejscowości pochodzi z 1206, wymieniona jest w niej pod nazwą Loyp. W 1271 wzmiankowana jako Lovp, w 1400 – Laab, w 1786 – Láb. W XVI w. we wsi osiedliły się rodziny chorwackich kolonistów. Ludność zajmowała się rolnictwem (głównie uprawą warzyw) i rzemiosłem (rzeźba, haft). W 1828 wieś miała 176 domów i 1277 mieszkańców. W XIX w. powstały m.in. cegielnia i tartak. Od końca XIX w. wielu mieszkańców emigrowało do Ameryki w poszukiwaniu pracy. Podczas II wojny światowej istniał tu żydowski obóz pracy.

## Zabytki
- Kościół rzymskokatolicki wzmiankowany po raz pierwszy w 1561, pierwotnie renesansowy, przebudowany i rozbudowany w latach 1722–1728[10].
- Barokowa kapliczka z 1755[10].